# Корвин, Томас
Томас Корвин (англ. Thomas Corwin; 29 июля 1794 — 18 декабря 1865) — американский политик, сенатор, 20-й министр финансов США и 15-й губернатор Огайо.

## Биография
Корвин родился в округе Бурбон, штат Кентукки в армяно-венгерской семье.
Когда ему было четыре года, его семья переехала в Лебанон, штат Огайо. В 1817 году Томас Корвин получил юридическое образование. С 1818 по 1828 год он работал прокурором в округе Уоррен, Огайо.
В 1822 году Корвин стал депутатом Палаты представителей штата Огайо. На этом посту он пробыл до 1823 года, и вернулся в 1829 году. В 1830 году Корвин был избран в Палату представителей в качестве представителя четвёртого избирательного округа от штата Огайо.
30 мая 1840 года Томас принял решение баллотироваться на пост губернатора Огайо. Но, став губернатором, большая часть предложений Корвина была отвергнута оппозицией. 4 марта 1845 года Томас Корвин был избран сенатором, и до 20 июля 1850 года представлял в Конгрессе штат Огайо.
23 июля 1850 года президент Миллард Филлмор назначил Корвина министром финансов США. Выступал за необходимость изменения таможенного законодательства от 1846 года. В марте, уже будучи сенатором, Томас Корвин выступал в поддержку рабства в США.
В 1860 году Корвин стал председателем «Комитета тридцати трёх» Палаты представителей, состоящего из одного члена от каждого штата, и созданного для изучения положения страны и, по возможности, разработки плана примирения Севера и Юга в условиях сепаратистского кризиса, возникшего после избрания Авраама Линкольна президентом. С этой целью он поддержал проект поправки к Конституции, которая стала известна как поправка Корвина, запрещавшая федеральному правительству отменять рабство. Однако поправка была ратифицирована всего несколькими штатами и не смогла предотвратить войну.
12 марта 1861 года, через несколько дней после выхода на пенсию, президент Авраам Линкольн назначил Корвина своим министром в Мексике. Сам сенатор был противником Американо-мексиканской войны, за что получил уважение местного населения, и, несмотря на войну, построил хорошие отношения с соседней страной.